# Prerok
Prerok je v religiji oseba, ki ji stik z nadnaravnim oz. svetim bitjem omogoča videti v prihodnost in podajati napovedi (prerokbe) o prihodnjih dogodkih. Preroki so imeli osrednjo vlogo v mnogih svetovnih religijah, med njimi je najbolj znan Abraham, po katerem se krščanstvo, judovstvo in islam imenujejo abrahamske religije.

## Krščanstvo
V krščanstvu so preroki označeni kot »vidci«, v skladu z biblijo, natančneje 1. Samuelovo knjigo (1 Sam 9,9). Kristjani delijo z Judi verovanje, da je prerok oseba, ki govori za Boga ali v Božjem imenu ali ki prenaša Božje sporočilo ljudem. Sporočanje Božje volje se imenuje preroštvo (profecija). Za kristjane se avtentičnost preroka ocenjuje v skladu z Jezusovimi besedami, da se preroka ocenjuje po njihovih sadovih (Mt 7,15-20) in ne po tem, ali se njegove prerokbe uresničijo. 5. Mojzesova knjiga (Devteronomij) (5 Mz 18,21-22) vsebuje več opozoril o lažnih prerokih.
Znani biblijski preroki so bili Elija, Jeremija, Izaija, Jona, Janez Krstnik in drugi.